# Santacara
Santacara (em castelhano) ou Santakara (em basco) é um município da Espanha na província e comunidade foral (autónoma) de Navarra. Tem 33,96 km² de área e em 2021 tinha 865 habitantes (densidade: 25,5 hab./km²).

## Demografia
| Variação demográfica do município entre 1991 e 2004 | Variação demográfica do município entre 1991 e 2004 | Variação demográfica do município entre 1991 e 2004 | Variação demográfica do município entre 1991 e 2004 |
| --------------------------------------------------- | --------------------------------------------------- | --------------------------------------------------- | --------------------------------------------------- |
| 1991                                                | 1996                                                | 2001                                                | 2004                                                |
| 1092                                                | 1049                                                | 1039                                                | 1023                                                |